# Заговор (филм, 2001)
„Заговор“ (на английски: Conspiracy) е германско-британска историческа драма от 2001 година на режисьора Франк Пиърсън, представяща „Ванзейската конференция“, по време на която представители на държавните структури на нацистка Германия приемат „окончателното решение на еврейския въпрос“, тоест решението за започване на „Холокоста“.

## Сюжет
Внимание:  Текстът по-долу разкрива сюжета на произведението (или части от него)!
На 20 януари 1942 г. във вила във Ванзее, богат район в покрайнините на Берлин, служители от различни отдели на Третия райх се събират, за да определят методите, чрез които Германия и окупираните от нацистите райони в Европа да станат „свободни от евреи“.
Ръководителят на тази „конференция“ е „верният паладин на фюрера“ Райнхард Хайдрих, ръководител на Главната дирекция за сигурност на Райха. Той заявява, че е получил мандат под формата на директива от Райхсмаршал Херман Гьоринг за постигане на „пълно решение на еврейския въпрос“. Предвижда се на евреите да бъде забранено да емигрират и срещу тях да се провеждат политики на геноцид и тотално унищожение.
Някои от участниците, въпреки че са високопоставени служители на нацистката държава, са дълбоко ужасени, защото много добре разбират какво отвратително престъпление трябва да санкционират. Например държавният секретар на канцлерството на Райха Вилхелм Крицингер заявява, че срещата е безсмислена и че еврейският въпрос вече е решен, а държавният секретар отговорен за „Четиригодишния план“ Ерих Нойман се опитва да премести разговора в плоскостта на „практическата полза“. Защо да унищожаваме евреи, които могат да бъдат използвани като роби във военната индустрия на Райха? Но Хайдрих, усещайки колебанието на някои участници, започва открито да ги сплашва, напомняйки им, че самият Адолф Хитлер винаги и навсякъде е изисквал безкомпромисна борба срещу евреите.
Освен това конференцията обсъжда въпроси, свързани с хора от смесени еврейско-арийски бракове. Правят се чудовищни предложения за принудителна стерилизация на такива хора, за да се предотврати по-нататъшното разпространение на „еврейската зараза“. След почивка, по време на която Хайдрих отново оказва натиск върху несъгласните участници, Хайдрих открито разкрива в детайли политиката, която вече е била решена преди свикването на тази среща – масово унищожаване на еврейското население на Германия и останалата част от Европа с помощта на газови камери. Тук инициативата преминава към оберщурмбанфюрер СС Адолф Айхман, който по-късно ще бъде наречен „палач на еврейския народ“ за унищожаването на шест милиона евреи. Айхман с гордост съобщава, че СС изгражда „лагери за унищожение“ в Собибор и Треблинка и описва метода на унищожение – обгазяване на евреите в газови камери и след това изгаряне на труповете. Когато зашеметеният Вилхелм Щукарт задава въпрос за мащаба на унищожението, той получава спокоен отговор от Хайдрих: от две до пет хиляди души на ден.
По време на срещата участниците повдигат други второстепенни въпроси, които отразяват интересите на техните области на дейност. По време на лична среща Крицингер разказва на Хайдрих поучителна история за човек, който е толкова обзет от омраза към баща си, че животът му става безсмислен след смъртта на баща му. По-късно Хайдрих тълкува това като предупреждение, че ги очаква подобна съдба. В края на срещата Хайдрих иска изрично съгласие и подкрепа от всеки служител поотделно и всички участници в конференцията подписват протокола от срещата, след което започват да се разотиват.
Следва кратък разказ за съдбата на всеки от тях. Повечето от членовете на конференцията или загиват по време на войната, или са арестувани веднага след нея. Йозеф Бюлер и Карл Еберхард Шьонгарт са осъдени от съюзническите военни трибунали и екзекутирани, а някои от участниците в конференцията получават кратки присъди затвор. Хайдрих е убит от чехословашките партизани шест месеца след конференцията във Ванзее, а Айхман избягва в Буенос Айрес, но е заловен, съден, осъден на смърт от Израел и обесен на 31 май 1962 г.
Филмът завършва с почистване на къщата и унищожаване на всички бележки от срещата, сякаш страховитата „конференция“ никога не се е случвала. Преди финалните надписи се посочва, че копието на Лутер от протокола от конференцията във Ванзее, открито от американската армия в архивите на германското външно министерство през 1947 г., е единственият оцелял запис от конференцията.

## Актьорски състав
| Актьор         | Роля |
| -------------- | --- |
| Кенет Брана    | Райнхард Хайдрих – ръководител на Главната дирекция за сигурност на Третия Райх                                                                  |
| Стенли Тучи    | Адолф Айхман – оберщурмбанфюрер от СС |
| Колин Фърт     | Вилхелм Стюкарт – държавен секретар на Министерството на вътрешните работи на нацистка Германия                                                  |
| Иън Макнийс    | Герхард Клопфер – държавен секретар на канцеларията на НСДАП                                                                                     |
| Кевин Макнали  | Мартин Лутер – бригадефюрер, германски дипломат, личен представител на Ернст фон Вайцзекер                                                       |
| Дейвид Трефъл  | Вилхелм Крицингер – държавен секретар на Райхсканцелария                                                                                         |
| Юън Стюарт     | Георг Лайбранд – началник на Главната политическа служба в Имперско министерство на окупираните източни територии                                |
| Брайън Петифър | Алфред Мейер – заместникът на Алфред Розенберг                                                                                                   |
| Никълъс Уудсън | Ото Хофман – ръководител на „Главната служба на СС за раса и заселване“, обергрупенфюрер                                                         |
| Джонатан Кой   | Ерих Нойман – държавният секретар отговорен за „Четиригодишния план“                                                                             |
| Брендън Койл   | Хайнрих Мюлер |
| Бен Даниълс    | Йосиф Бюлер – заместникът на Ханс Франк |
| Барнаби Кей    | Рудолф Ланге – щандартенфюрер, един от командирите на „Айнзацгрупа А“, който ръководи унищожаването на еврейското население в балтийските страни |
| Оуен Тийл      | Роланд Фрайслер |
| Питър Съливан  | Карл Еберхард Шьонгарт – командир на охранителната полиция и СД в „Генерално губернаторство“                                                     |
| Том Хидълстън  | телефонен оператор |
| Рос О'Хенеси   | СС офицер |